# Факторсистема
Факторсистема в универсальной алгебре — объект, получаемый разбиением алгебраической системы на классы смежности отношением эквивалентности, стабильным по отношению к её основным операциям, и, соответственно, являющийся также алгебраической системой. Факторалгебра — факторсистема, получаемая над алгеброй (системой без отношений), фактормодель — факторсистема над моделью (системой без операций).
Факторсистема является обобщением алгебраических факторизаций: факторгруппа, факторкольцо, факторалгебра являются факторсистемами над группой, кольцом, алгеброй над полем соответственно.

## Определение
Для алгебраической системы {\displaystyle {\mathfrak {A}}=\langle A,F,R\rangle }, {\displaystyle F=\langle f_{1}:A^{n_{1}}\to A,\dots f_{i}:A^{n_{i}}\to A,\dots \rangle }, {\displaystyle R=\langle r_{1}\subseteq A^{m_{1}},\dots r_{i}\subseteq A^{m_{i}},\dots \rangle } и бинарного отношения {\displaystyle \sigma \subseteq A\times A}, являющегося конгруэнцией над {\displaystyle {\mathfrak {A}}}, то есть, стабильного относительно каждой из основных операций {\displaystyle f_{i}\in F} — из вхождения в отношение некоторого набора {\displaystyle \forall _{j\in 1\dots {n_{i}}}(a_{j},b_{j})\in \sigma } следует выполнение {\displaystyle (f(a_{1},\dots a_{n_{i}}),f(b_{1},\dots b_{n_{i}}))\in \sigma } —
факторсистема строится как алгебраическая система {\displaystyle {\mathfrak {A}}/\sigma }, с носителем {\displaystyle A/\sigma } — фактормножеством над {\displaystyle A} относительно конгруэнции {\displaystyle \sigma }, следующим набором операций:
{\displaystyle \langle f_{1}^{\star }:(A/\sigma )^{n_{1}}\to A/\sigma ,\dots f_{n_{i}}^{\star }:(A/\sigma )^{n_{i}}\to A/\sigma ,\dots \rangle }
и следующим набором отношений:
{\displaystyle \langle r_{1}^{\star }\subseteq (A/\sigma )^{m_{1}},\dots r_{m_{i}}^{\star }\subseteq (A/\sigma )^{m_{i}},\dots \rangle },
где {\displaystyle ^{\star }} означает переход к классам смежности относительно конгруэнции {\displaystyle \sigma }:
{\displaystyle f^{\star }([a_{1}]_{\sigma },\dots [a_{n}]_{\sigma })=[f(a_{1},\dots a_{n})]_{\sigma }} для операций и
{\displaystyle r^{\star }([a_{1}]_{\sigma },\dots [a_{m}]_{\sigma })\Leftrightarrow \exists (b_{1}\in [a_{1}]_{\sigma },\dots b_{m}\in [a_{m}]_{\sigma })r(b_{1},\dots b_{m})} для отношений
(класс смежности {\displaystyle [a]_{\sigma }} — множество всех элементов, эквивалентных {\displaystyle a} относительно {\displaystyle \sigma }: {\displaystyle \{b\in A\mid (a,b)\in \sigma \}}).
Таким образом, факторсистема {\displaystyle {\mathfrak {A}}/\sigma } является однотипной с системой {\displaystyle {\mathfrak {A}}}. В определении принципиально, что стабильность факторизующего отношения требуется только для основных операций, но не для отношений системы: для операций стабильность необходима для однозначного перехода к классам смежности, тогда как переход к классам смежности для отношений вводится определением (существованием в каждом из классов смежности хотя бы по одному элементу, входящему в отношение).

## Свойства
Естественное отображение {\displaystyle \phi :A\to A/\sigma }, ставящее в соответствие элементу его класс смежности относительно конгруэнции: {\displaystyle \phi (a)=[a]_{\sigma }}, является гомоморфизмом из {\displaystyle {\mathfrak {A}}} в факторсистему {\displaystyle {\mathfrak {A}}/\sigma }.
Теорема о гомоморфзиме утверждает что для любого гомоморфизма {\displaystyle \phi :{\mathfrak {A}}(A,F,R)\to {\mathfrak {A}}'(A',F',R')} и его ядерной конгурэнции {\displaystyle \sigma _{\phi }=\{(x,y)\in A\times A|\phi (x)=\phi (y)\}} естественное отображение {\displaystyle \phi ^{\star }:{\mathfrak {A}}/\sigma _{\phi }\to {\mathfrak {A}}'} (то есть {\displaystyle \phi ^{\star }([a]_{\sigma })=\phi (a)}) является гомоморфизмом. Если гомоморфизм {\displaystyle \phi } является сильным, то есть для каждого предиката из {\displaystyle r'_{k}\in R'} и любого набора элементов {\displaystyle a'_{1},\dots a'_{n}\in A'} из утверждения {\displaystyle (a'_{1},\dots a'_{n})\in r'_{k}} вытекает существование таких прообразов {\displaystyle a_{1}\in \phi ^{-1}a'_{1},\dots a_{n}\in \phi ^{-1}a'_{n}}, что {\displaystyle (a_{1},\dots a_{n})\in r_{k}}, то {\displaystyle \phi } является изоморфизмом. Таким образом, совокупность всех факторсистем заданной системы с точностью до изоморфизма совпадает с совокупностью всех её сильно гомоморфных образов. Для алгебр, не обладающих отношениями в сигнатуре, любой гомоморфизм является сильным, то есть набор факторалгебр заданной алгебры с точностью до изоморфизма совпадает с совокупностью её гомоморфных образов.